# ファカタティバ
ファカタティバ（Facatativá）は、コロンビアのクンディナマルカ県にある都市。人口は14万1762人（2019年）。ボゴタの西35㎞に位置している。

## 歴史
ファカタティバの歴史は古く、1万8000年前から先住民の集落が存在していたと考えられている。市内には古代の遺跡が点在しており、軍事的、宗教的用途で造られたと推定される石の構造物を見ることができる。スペイン人到来以前の歴史は不明な点が多いため植民開始年を町の公式な設立年としている。ボゴタ・サバナの中央付近という地理的優位性により、農産物の集散地として発展した。
1601年、大聖堂の前身となる小さな教会が建てられたが1785年の地震で全壊した。教会は直ぐに再建されたが1827年の地震でも損傷を受けた。1895年、現在の大聖堂が建設された。
1909年、ボゴタとの間に鉄道が開通した。しかし、1990年代のコロンビア国鉄解散により運行終了した。近年、鉄道再開の構想がある。

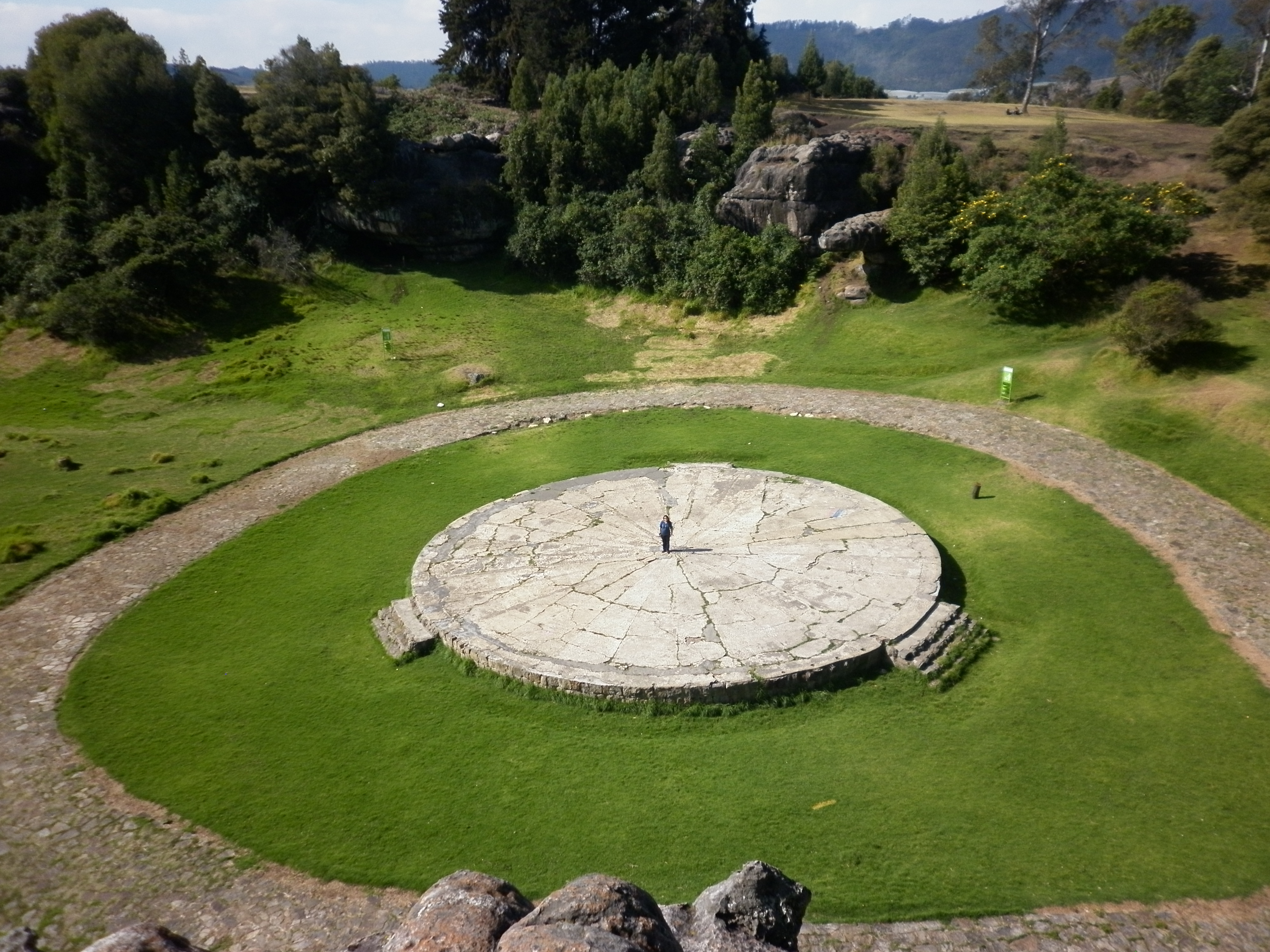
先住民の遺跡
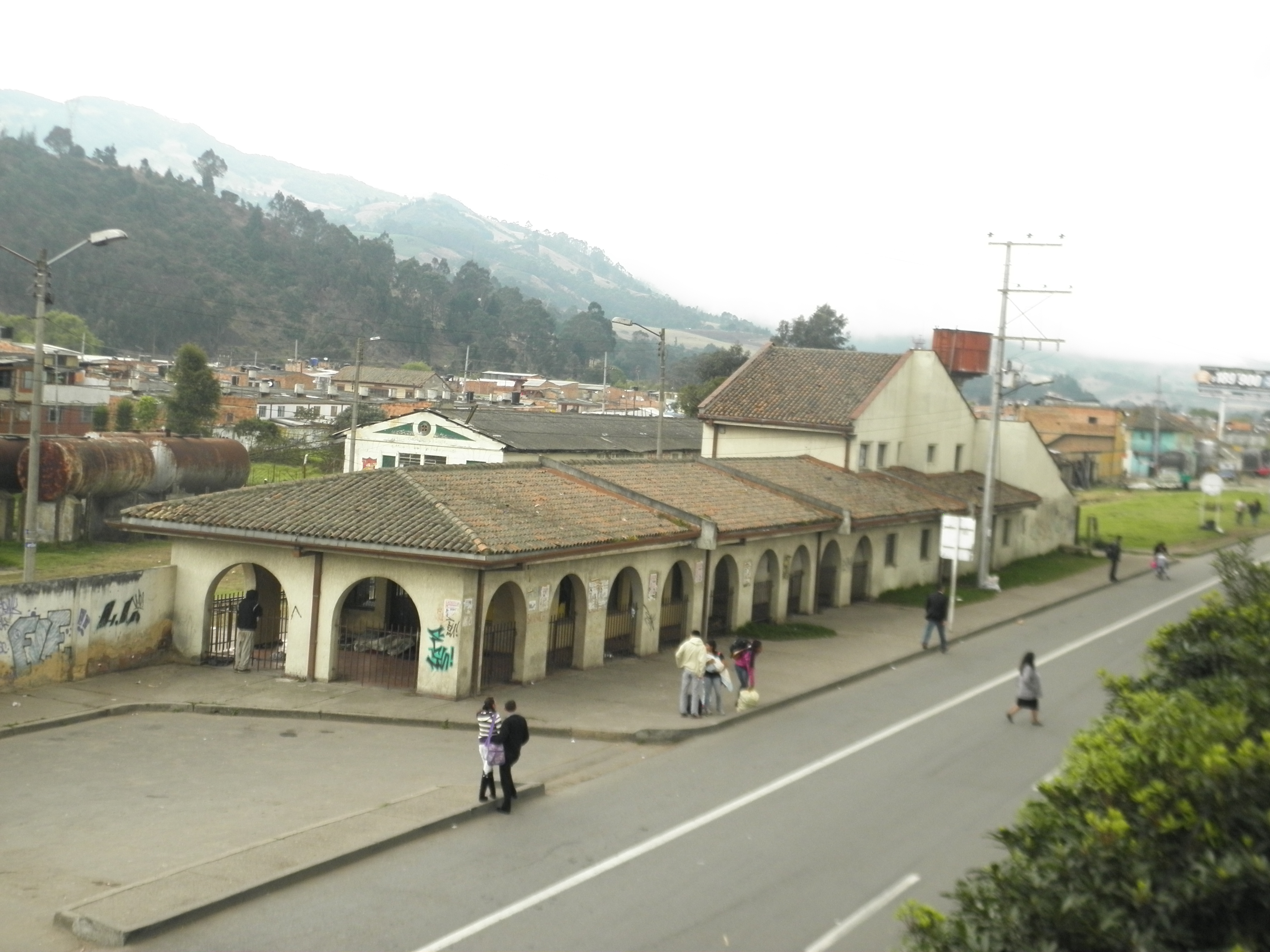
旧ファカタティバ駅
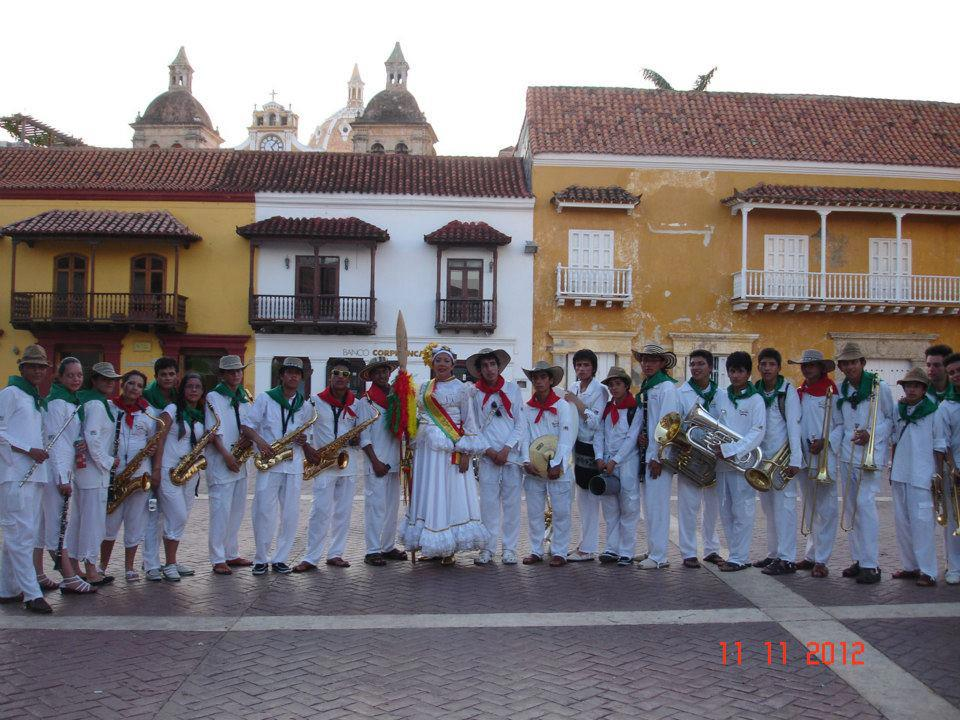
音楽隊